# V366 Водолея
V366 Водолея (лат. V366 Aquarii) — одиночная переменная звезда в созвездии Водолея на расстоянии приблизительно 1370 световых лет (около 420 парсеков) от Солнца. Видимая звёздная величина звезды — от +13,05m до +13,03m.

## Характеристики
V366 Водолея — бело-голубой очень быстро пульсирующий горячий субкарлик, переменная звезда типа V361 Гидры (RPHS) спектрального класса sdO, или sdOB, или sdB0,5VIIHe18. Эффективная температура — около 34950 К.